# パピルス新人賞
パピルス新人賞（パピルスしんじんしょう）は、幻冬舎の雑誌『papyrus』（パピルス）で募集されていた新人文学賞。2007年から2011年まで、ジャンルを問わず、未発表の長編小説を募集した。
応募者は新人限定。募集する作品の内容については、「条件は、今、この時代に読まれる必然性を備えていること」、「従来の方法論に捕われない自由な発想によって描かれた、ひたすら“面白い”作品」とされていた。受賞者には正賞の万年筆と副賞の100万円が贈られた。

## 選考委員
- 第1回：石田衣良、あさのあつこ

## 受賞作リスト
第1回 （2007年）
- 久保寺健彦 『みなさん、さようなら』（2007年11月刊）

第2回 （2008年）
- 特別賞：芹澤桂 『ファディダディ・ストーカーズ』（2010年4月刊）

第3回 （2009年）
- 宙目ケン（ゆま けん） 『カミナリラヴァー』（2010年10月刊） - 受賞時タイトル『Ray After Lover』
- 特別賞：森田裕之 『犬たちの憂鬱』（2010年10月刊） - 受賞時タイトル『無粋なやつら』

第4回 （2010年）
- 特別賞：片島麦子 『ウツボの森の少女』（未刊行）

第5回 （2011年）
- 特別賞：三岡雅晃 『空白を歌え』（未刊行）